# Ліїсагу-Ярв
Ліїсагу-Ярв (ест. Liisagu järv, інші назви ест. Kugalepa järv, Kruusmetsa järv) — озеро в Естонії, що розташоване на острові Сааремаа, у волості Мустьяла.